# تپه چاه معدن
تپه چاه معدن؛ نام تپه‌ای تاریخی مربوط به سده‌های متأخر اسلامی است و در شهرستان صالح‌آباد، ۱/۵ کیلومتری جنوب‌شرقی روستای جعفریه واقع شده و این اثر در تاریخ ۱۶ اسفند ۱۳۸۴ با شمارهٔ ثبت ۱۴۳۱۰ به‌عنوان یکی از آثار ملی ایران به ثبت رسیده‌است.